# Convoi HX 14
Le convoi HX 14 est un convoi passant dans l'Atlantique nord, pendant la Seconde Guerre mondiale. Il part de Halifax au Canada le 29 décembre 1939 pour différents ports du Royaume-Uni et de la France. Il arrive à Liverpool le 12 janvier 1940.

## Composition du convoi
Ce convoi est constitué de 40 cargos :
- Royaume-Uni : 34 cargos
- États-Unis : 2 cargos
- France : 1 cargo
- Grèce : 1 cargo
- Norvège : 2 cargos

## L'escorte
Ce convoi est escorté en début de parcours par :
- les destroyers canadiens : NCSM Saguenay et NCSM Skeena
- le sous-marin britannique : HMS Cachalot
- le croiseur lourd britannique : HMS Effingham

## Le voyage
Le sous-marin quitte le convoi peu après le départ. Les deux destroyers canadiens font demi-tour le 30 décembre. Le croiseur lourd reste seul pour la traversée jusqu'au 9 janvier. Ce même jour, les destroyers HMS Antelope, HMS Vancouver, HMS Walker (en) et HMS Whitshed (en) renforcent l'escorte jusqu'à l'arrivée. Le 11 janvier, le cargo Blairmore du convoi entre en collision avec un autre cargo Leonard Pearce. Ce dernier coule. Ce même 11 janvier, le cargo El Oso heurte une mine mise en place le 6 janvier par le sous-marin U-30 et coule. Il y a 4 morts et 32 survivants